# 小行星9902
小行星9902（英語：9902 Kirkpatrick）是一颗围绕太阳公转的小行星。1997年7月3日，天文学家保罗·G·康宝在普雷斯科特发现了此天体。
这颗小行星的绝对星等为176.1836554173722等。